# 別冊宝島Real
別冊宝島Real（べっさつたからじまリアル）は、宝島社のムックシリーズ。別冊宝島から独立したシリーズである。2000年から2003年に刊行された。
別冊宝島が自然科学から社会・風俗・サブカルチャーなど幅広い分野を取り上げているのに対し、Realでは現代社会のタブーとされるテーマを扱うことが多い。
北朝鮮・朝鮮総聯批判を展開した『北朝鮮利権の真相』、“部落問題に絡む利権・汚職などの闇の部分”を取り上げた『同和利権の真相』シリーズ、“行き過ぎたフェミニズム”を批判した『まれに見るバカ女』シリーズ、『男女平等バカ』などを出版している。同時に、取り上げられた対象からの批判や反論も多い。